# Dioscorea holmioidea
Dioscorea holmioidea là một loài thực vật có hoa trong họ Dioscoreaceae. Loài này được Maury mô tả khoa học đầu tiên năm 1889.